# پارک تماس
پارک تماس (نام علمی: Call parking) از ویژگی‌های برخی از سیستم‌های تلفنی است که به شخص امکان می‌دهد تماس را در یک محل (یک فضا در سیستم تلفنی) قرار داده و مکالمه را از هر مجموعه تلفن دیگری ادامه دهد. به عبارت دیگر Call Parking شبیه Hold کردن تماس عمل می‌کند، با این تفاوت که تماس را می‌توان از هر داخلی دیگر توسط کد اعلام شده هنگام پارک، از پارک خارج کرد
ویژگی "پارک تماس" با فشار دادن یک دکمه از پیش برنامه‌ریزی شده (معمولاً با عنوان "پارک تماس") یا دنباله خاصی از دکمه‌ها فعال می‌شود. این کار تماس فعلی را به یک شماره استفاده نشده (رزرو شده) منتقل می‌کند و بلافاصله مکالمه را Hold می‌کند. (به این مکالمه پارکینگ گفته می‌شود؛ و گفته می‌شود که تماس به یک شماره خاص پارک شده‌است. در اصل، عملیات پارک مکالمه، به‌طور موقت یک شماره را به یک تماس ورودی اختصاص می‌دهد) سپس سیستم تلفنی، شماره تماس پارک شده را نمایش می‌دهد. بعداً می‌توانیم با این شماره تماس را از پارک خارج کنیم.